# Club Deportivo Ensidesa
El Club Deportivo Ensidesa fou un club de futbol de la ciutat d'Avilés al Principat d'Astúries.
Va ser fundat el 1956 com a Club Deportivo Llaranes. El 1965 fou comprat per l'empresa ENSIDESA (Empresa Nacional Siderúrgica) i reanomenat Club Deportivo Ensidesa. Va jugar a Segona Divisió la temporada 1975-76.
El 1983 es fusionà amb el Real Avilés CF per donar vida al Real Avilés Industrial CF.

## Temporades
Llaranes
| Temporada | Divisió    | Posició | Copa del Rei |
| --------- | ---------- | ------- | ------------ |
| 1956/57   | 2ªR        | 6è      |              |
| 1957/58   | 2ªR        | 7è      |              |
| 1958/59   | 2ªR        | 1r      |              |
| 1959/60   | 2ªR        | 2n      |              |
| 1960/61   | 1ªR        | 2n      |              |
| 1961/62   | 3a Divisió | 6è      |              |
| 1962/63   | 3a Divisió | 2n      |              |
| 1963/64   | 3a Divisió | 4t      |              |
| 1964/65   | 3a Divisió | 7è      |              |

Ensidesa
| Temporada | Divisió    | Posició | Copa del Rei |
| --------- | ---------- | ------- | ------------ |
| 1965/66   | 3a Divisió | 5è      |              |
| 1966/67   | 3a Divisió | 6è      |              |
| 1967/68   | 3a Divisió | 2n      |              |
| 1968/69   | 3a Divisió | 4t      |              |
| 1969/70   | 3a Divisió | 3r      |              |
| 1970/71   | 3a Divisió | 9è      |              |
| 1971/72   | 3a Divisió | 5è      |              |
| 1972/73   | 3a Divisió | 2n      |              |
| 1973/74   | 3a Divisió | 8è      |              |

| Temporada | Divisió      | Posició | Copa del Rei |
| --------- | ------------ | ------- | ------------ |
| 1974/75   | 3a Divisió   | 2n      |              |
| 1975/76   | 2a Divisió   | 18è     |              |
| 1976/77   | 3a Divisió   | 3r      |              |
| 1977/78   | 2a Divisió B | 14è     |              |
| 1978/79   | 2a Divisió B | 15è     |              |
| 1979/80   | 2a Divisió B | 15è     |              |
| 1980/81   | 2a Divisió B | 15è     |              |
| 1981/82   | 2a Divisió B | 20è     |              |
| 1982/83   | 3a Divisió   | 1r      |              |